# Significant cijfer
Significante cijfers (België: beduidende cijfers of kenmerkende cijfers) drukken de nauwkeurigheid van een meting uit. Hoe meer cijfers significant zijn, hoe nauwkeuriger de gemeten waarde. Het aantal significante cijfers van een meetwaarde is niet afhankelijk van de grootte van een getal; waar de komma staat of hoeveel nullen achter de komma het getal begint, speelt geen rol.
Het concept van significante cijfers is afkomstig van het meten met analoge meetinstrumenten. Bijvoorbeeld: de lengte van een object wordt gemeten met een liniaal met een schaalverdeling in millimeters. De lengte blijkt tussen de 6 en 7 millimeter te liggen, en je kunt zien dat het ongeveer op 2/3 van de afstand tussen beide is. Een acceptabel meetresultaat is dan 6,6 mm of 6,7 mm, maar niet 6,666666 mm. Dit laatste zou namelijk ten onrechte een veel grotere meetnauwkeurigheid suggereren, dan met deze meetmethode (liniaal) mogelijk is. Bij het rekenen met significante cijfers, bepaalt de term met de minste significante cijfers het aantal significante cijfers van de uitkomst, dat wil zeggen dat de uitkomst niet preciezer kan zijn dan de onnauwkeurigste meting.
Het meest significante cijfer is het "eerste" cijfer van een getal (het meest linkse cijfer ongelijk aan nul). Het minst significante cijfer is het "laatste" cijfer van het getal (meestal, maar niet altijd, is dat het laatste cijfer). Een cijfer wordt meer significant genoemd als het meer significantie of gewicht heeft. In het decimale (10-tallig) stelsel neemt het gewicht van ieder cijfer naar links telkens toe met een factor 10. Naar rechts neemt het gewicht telkens af met een factor 10.

## Significante cijfers bepalen
De standaardregels voor significante cijfers zijn als volgt.
Alle cijfers behalve voorafgaande nullen zijn significant: 87,636 heeft bijvoorbeeld vijf significante cijfers; 7,636 heeft er vier; 0,636 heeft er drie; en 0,036 heeft er twee. Als een getal geen komma bevat, is het in het geval van een of meer nullen aan het eind, zoals 3620, 3600 en 3000, niet duidelijk of daar significante bij zijn, en zo ja hoeveel.
Als bijzonder geval heeft het getal nul 1 significant cijfer.

### Methoden om duidelijk significante cijfers aan te geven
Om aan te geven welke cijfers significant zijn, kan een getal als 3000 in de wetenschappelijke notatie worden genoteerd. Als alleen de eerste 2 cijfers — de '3' en de eerste '0' — significant zijn, dat wil zeggen de echte waarde ligt ergens tussen 2950 en 3050, is de notatie 3,0 × 10³. Als drie cijfers significant zijn — de waarde ligt tussen 2995 en 3005 — noteert men 3,00 × 10³. Zijn vier cijfers significant — de waarde ligt tussen 2999,5 en 3000,5 —, dan zijn zowel 3000 als 3,000 × 10³ mogelijk. De schrijfwijze 3000 is echter alleen duidelijk binnen een context waarin de lezer weet dat de schrijver het getal niet zo zou schrijven als de laatste 0 niet significant zou zijn. Met vijf significante cijfers wordt het 3000,0 of 3,0000 × 10³.
Hetzelfde resultaat kan worden bereikt door een andere eenheid te gebruiken voor de uitgedrukte hoeveelheid. In plaats van 3000 m schrijft men dan 3 km, 3,0 km, 3,00 km of 3,000 km, naargelang van de significante cijfers, en in plaats van 3.000.000 schrijft men 3 miljoen, 3,0 miljoen, 3,00 miljoen of 3,000 miljoen.
Soms wordt een streepje boven een afsluitende nul gebruikt om significantie aan te geven: bijvoorbeeld 3000 met een streepje boven de tweede nul: {\displaystyle 30{\overline {0}}0.}
Dit getal lijkt vier significante cijfers te hebben, maar het streepje geeft aan dat de tweede nul het laatste significante cijfer is.
Bij getallen die naar hun aard geheel zijn kan men met bijvoorbeeld "17,340 duizend" versus "17,34 duizend" onderscheid maken, maar kan men ook schrijven "precies 17.340" versus "ongeveer 17.340". Bij kleine getallen is het wat vreemd om die in duizenden uit te drukken, behalve in een tabel met in dezelfde kolom ook grotere getallen, dus dan blijft over te schrijven "340" of "precies 340" versus "ongeveer 340". Bij twee eindnullen is "ongeveer" onduidelijker.

## Significante cijfers tijdens metingen
Zoals hierboven geïllustreerd is aan de hand van het voorbeeld met de liniaal, houdt de methode van significante cijfers in dat wanneer een niet-elektronisch meetinstrument gebruikt wordt, de waarnemer moet schatten tot op 1/10 van de schaalverdeling van het instrument. Neem een pipet die streepjes heeft voor elke milliliter (ml). De waarnemer meet dan het volume tot de op een tiende milliliter.
Om aan te geven tot welke nauwkeurigheid een meting is gedaan, worden decimale getallen gebruikt. Wanneer gebruikgemaakt is van de regels voor significante getallen, moet worden aangenomen dat het laatste significante cijfer geschat is. Als in het vorige voorbeeld de waarnemer de hoeveelheid vloeistof afleest als exact 12 ml, dan schrijft hij 12,0 ml op, hetgeen betekent dat de nauwkeurigheid tot op een tiende milliliter is, waarbij de nul geschat is. Als de pipet streepjes had gehad tot iedere tiende milliliter, dan had de waarnemer het getal genoteerd als 12,00 ml.
Een alternatieve manier om een meetnauwkeurigheid aan te geven is deze expliciet te vermelden: bijvoorbeeld 12,0 ± 0,2 ml of 11,5 ± 1 ml. Dit is ook de manier waarop met digitale meetinstrumenten moet worden omgegaan. De onzekerheid in de meting is te vinden in de handleiding. Als een digitale weegschaal aangeeft 1,421 kg, betekent dat niet dat het gewicht tussen de 1,4205 en 1,4215 kg ligt, maar dat het bijvoorbeeld moet zijn 1,42 ± 0,02 kg: de meetonnauwkeurigheid is ± 20 gram.

## Omgaan met gehele getallen, aantallen en constanten
Merk op dat gehele getallen, verkregen door discrete objecten te tellen, niet onder de regels van significante getallen vallen. In de berekening van de onzekerheid in het resultaat worden ze behandeld alsof ze geen onzekerheid hebben. Evenzo hebben mathematische constanten, zoals π, geen significante cijfers — ze worden behandeld alsof ze een oneindig aantal significante cijfers en dus geen onzekerheid hebben. Echter, empirisch bepaalde fysische constanten zijn afkomstig van experimentele resultaten en hebben dus foutenmarges. Een uitzondering is de lichtsnelheid in vacuüm, die — indien uitgedrukt in SI-eenheden — geen onzekerheid heeft, omdat de meter gedefinieerd is in termen van de lichtsnelheid.

## Rekenen met significante cijfers
Bij het optellen en aftrekken van meetwaarden moet je ook afronden. 
Dan geldt de regel:
- Bij afronden na optellen en aftrekken heeft het antwoord evenveel cijfers achter de komma als de meetwaarde met het kleinste aantal cijfers achter de komma.

Bijvoorbeeld: 
{\displaystyle 65({\text{kg}})+2{,}17({\text{kg}})=67({\text{kg}})}
(65 heeft geen cijfers achter de komma; het  kleinste aantal is dus 0, dus het antwoord moet ook geen cijfers achter de komma hebben).
Bij delen en vermenigvuldigen geldt de regel:
- Bij delen en vermenigvuldigen heeft het antwoord evenveel significante cijfers als de meetwaarde met het kleinste aantal significante cijfers.

Bijvoorbeeld:
{\displaystyle 6{,}221({\text{cm}})\times 5{,}34({\text{cm}})=33{,}2({\text{cm}}^{2})}
{\displaystyle {\frac {100{,}000({\text{m}})}{11{,}71({\text{s}})}}=8{,}53970965({\text{m/s}})}
11,71 heeft vier en 100,000 heeft zes significante cijfers, dus de gemiddelde snelheid is dan 8,540 m/s met 4 significante cijfers en niet 8,53970965.
Bij logaritme en machtsverheffen gelden de regels:
- bij het nemen van de logaritme, krijgt het antwoord evenveel decimalen als de meetwaarde significante cijfers heeft.

Bijvoorbeeld:
{\displaystyle \log(0{,}00056)=-3{,}2518}
echter het antwoord moet twee decimalen krijgen dus het wordt {\displaystyle -3{,}25}
{\displaystyle \log(0{,}00057)=-3{,}2441}
echter het antwoord moet twee decimalen krijgen dus het wordt {\displaystyle -3{,}24}
{\displaystyle \log(0{,}00058)=-3{,}2366}
echter het antwoord moet twee decimalen krijgen dus het wordt {\displaystyle -3{,}24}
- bij machtsverheffen, krijgt het antwoord evenveel significante cijfers als de meetwaarde decimalen heeft.

Bijvoorbeeld:
{\displaystyle 10^{2{,}890}=776{,}25}
echter het antwoord moet drie significante cijfers dus het wordt {\displaystyle 776}
{\displaystyle 10^{2{,}891}=778{,}04}
echter het antwoord moet drie significante cijfers dus het wordt {\displaystyle 778}
{\displaystyle 10^{2{,}892}=779{,}83}
echter het antwoord moet drie significante cijfers dus het wordt {\displaystyle 780}

### Afronden
Als er gerekend wordt met meetwaardes met verschillende aantallen cijfers dient alleen de einduitkomst afgerond te worden en niet de oorspronkelijke meetwaardes. Als je eerst de meetwaardes afrondt en dan gaat rekenen kan de einduitkomst behoorlijk afwijken, zoals blijkt uit onderstaand voorbeeld.
Stel, je hebt acht zakken potgrond die volgens het etiket 12,5 kg wegen (drie significante cijfers). Een van de zakken is halfvol, je hebt dus 7,5 zakken (twee significante cijfers). Je wilt uitrekenen hoeveel die zakken gezamenlijk wegen. Het resultaat van die berekening moet uitgedrukt worden in twee significante cijfers.
Vooraf afronden geeft het resultaat:

13 kg × 7,5 = 97,5 kg, afgerond op twee significante cijfers is dat 98 kg
Achteraf afronden geeft het resultaat:

12,5 kg × 7,5 = 93,75 kg, afgerond op twee significante cijfers is dat 94 kg